# Tour de l'Aude cycliste féminin 2009
La 25e édition de Tour de l'Aude cycliste féminin a eu lieu du 15 mai 2009 au 24 mai 2009. La course fait partie du calendrier UCI féminin en catégorie 2.1. Elle se résume principalement à un affrontement entre les équipes Cervélo TestTeam Women et Nürnberger Versicherung, qui dominent notamment le contre-la-montre par équipes. Claudia Häusler, Kristin Armstrong et Regina Bruins de la première équipe, se classent respectivement première, quatrième et septième du classement général ; tandis que Trixi Worrack et Amber Neben de la deuxième équipe sont deuxième et sixième. Claudia Häusler construit sa victoire dans l'étape montagneuse de Castelnaudary et profite de la force de son équipe pour défendre son maillot jaune jusqu'au bout. Trixi Worrack qui est sa principale adversaire, gagne une étape et le maillot de meilleure grimpeuse. 
Au niveau des victoires d'étapes, l'équipe Columbia-HTC Women en remporte quatre, dont trois par l'intermédiaire d'Ina-Yoko Teutenberg. Toutefois c'est Marianne Vos qui gagne le classement par points en sus de trois étapes et du classement de la meilleure jeune. Elle monte également sur la troisième marche du podium.

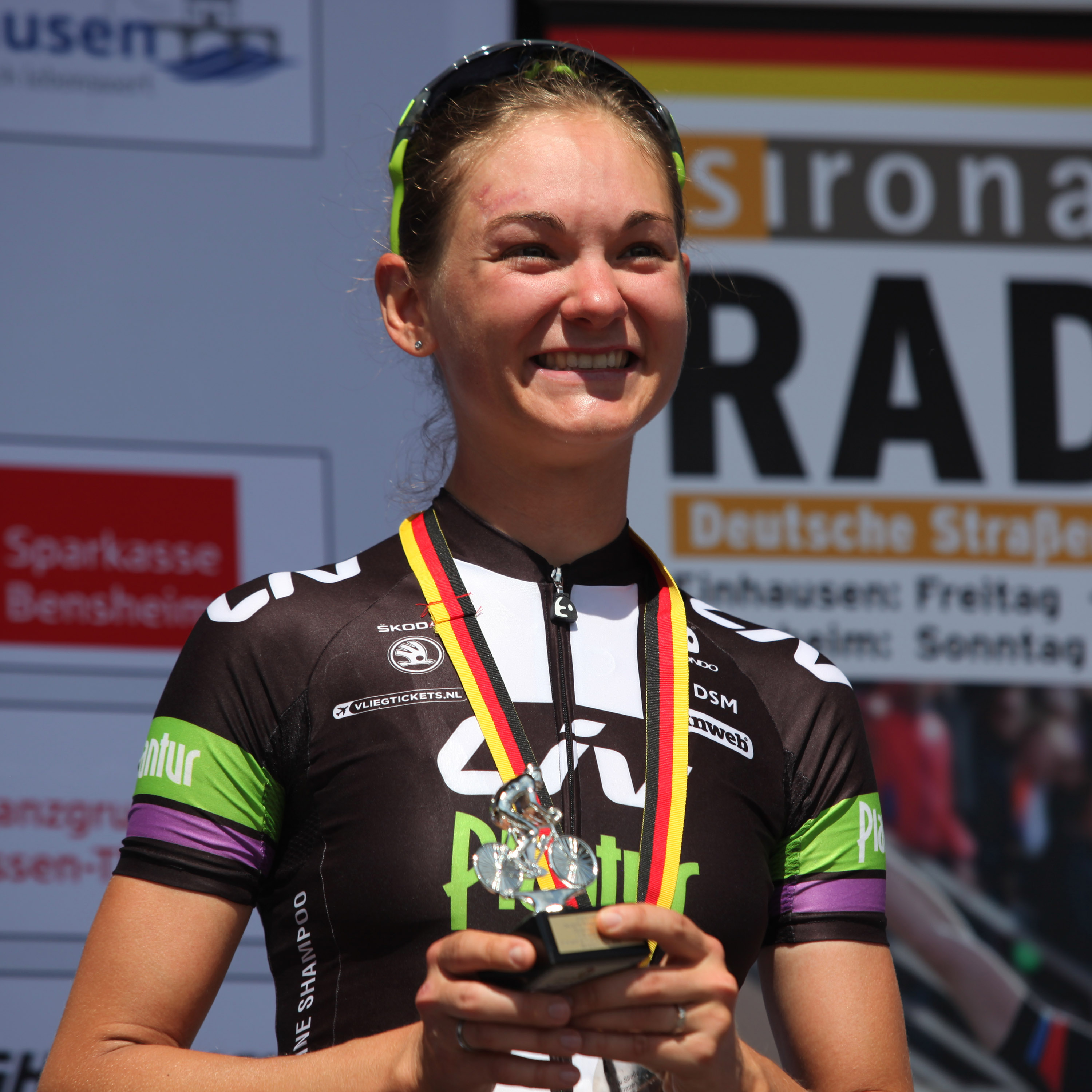
Claudia Häusler (ici en 2015), vainqueur du Tour de l'Aude 2009

## Présentation

### Comité d'organisation
Anne-Marie Thomas est la directrice de cette édition du Tour de l'Aude cycliste féminin. Le président du jury des commissaires est le Belge Luc Herpelinck. La speakerine est Émilie Ménard.

### Parcours
Cette édition se déroule en neuf étapes, dont un contre-la-montre par équipes. 
Le prologue a lieu à Gruissan. La première étape part et arrive à Rieux-Minervois. La deuxième étape est un contre-la-montre par équipes autour de Port-la-Nouvelle. La troisième étape part et arrive à Lézignan-Corbières. La quatrième fait une boucle autour de Castelnaudary. La cinquième tourne autour d'Amélie-les-Bains. La sixième démarre et se termine à Osséja. La septième relie Saint-Hilaire à Montréal. La huitième Axat à Espezel. Enfin la neuvième et dernière étape se déroule à Limoux.

### Équipes
L'épreuve accueille quatorze équipes UCI et quatre sélections nationales. Il semblerait que l'équipe Dila' Kuota devait prendre le départ, elle n'a cependant pas participé à la course.
| Équipes UCI               | Équipes UCI | Équipes UCI |
| Nom de l'équipe           | Pays        | Code        |
| ------------------------- | ----------- | ----------- |
| Bigla                     |             | BCT         |
| Cervélo TestTeam Women    |             | CWT         |
| Columbia-HTC Women        |             | TCW         |
| DSB Bank-Nederland Bloeit |             | ARC         |
| ESGL 93-GSD Gestion       |             | ESG         |
| Fenixs                    |             | FEN         |
| Flexpoint                 |             | FLX         |

| Équipes UCI             | Équipes UCI | Équipes UCI |
| Nom de l'équipe         | Pays        | Code        |
| ----------------------- | ----------- | ----------- |
| Gauss-RDZ-Ormu-Colnago  |             | GAU         |
| Lotto Belisol           |             | LLT         |
| Nürnberger Versicherung |             | NUR         |
| Red Sun                 |             | RSC         |
| Selle Italie-Ghezzi     |             | MSI         |
| Vienne Futuroscope      |             | FUT         |
| Vision 1                |             | VOR         |

| Sélections nationales                  | Sélections nationales | Sélections nationales |
| Nom de l'équipe                        | Pays                  | Code                  |
| -------------------------------------- | --------------------- | --------------------- |
| Sélection nationale d'Allemagne        |                       |                       |
| Sélection nationale du Canada          |                       |                       |
| Sélection nationale de Grande-Bretagne |                       |                       |
| Sélection nationale des Pays-Bas       |                       |                       |

### Favorites
Les principales coureuses mondiales sont au départ du Tour de l'Aude. Les favorites sont la Suédoise Susanne Ljungskog, vainqueur des deux dernières éditions, qui court pour l'équipe Flexpoint et l'Américaine Amber Neben de l'équipe Nürnberger Versicherung, vainqueur des deux éditions précédentes et championne du monde du contre-la-montre en titre. L'Allemande Trixi Worrack, également de la Nürnberger Vericherung, vainqueur en 2004 puis sur le podium des quatre dernières éditions, est également candidate à la victoire finale. L'équipe Cervélo TestTeam Women prend le départ avec la championne olympique  Kristin Armstrong qui vient de gagner le Tour de Berne. La Galloise Nicole Cooke, ancienne championne du monde et olympique, est également présente. La jeune Néerlandaise Marianne Vos, qui a déjà conquis des titres de championne du monde sur piste et en cyclo-cross, ainsi que championne olympique de la course aux points, est un nom à suivre.
L'équipe Columbia-HTC Women se présente en départ sans l'allemande Judith Arndt, blessée, mais avec la sprinteuse Ina-Yoko Teutenberg. Emilia Fahlin et Luise Keller semblent en mesure de jouer le classement général. Emma Pooley, Emma Johansson, Edita Pučinskaitė et Erinne Willock sont également au départ.

### Partenaires
Le Conseil Général de l'Aude est partenaire du maillot de leader du classement général. Le maillot de la montagne est parrainé par la Région Languedoc-Roussillon. Le classement par points est financé par la concession Škoda de Carcassonne. Les points chauds le sont par ERDF. La société immobilière Angelotti finance le vainqueur d'étape. Le maillot de la meilleure jeune est patronné par la Lyonnaise des Eaux-Suez. Le classement par équipes est parrainé par Keolis Aude.

## Étapes
| Étape                                   | Date   | Villes étapes                           |                              | Distance (km) | Vainqueur d’étape       | Leader du classement général |
| --------------------------------------- | ------ | --------------------------------------- | ---------------------------- | ------------- | ----------------------- | ---------------------------- |
| Prologue                                | 15 mai | Gruissan -Gruissan                      | Prologue                     | 3,9           | Linda Villumsen         | Linda Villumsen              |
| 1re étape                               | 16 mai | Rieux-Minervois - Rieux-Minervois       | Étape de plaine              | 116,5         | Ina-Yoko Teutenberg     | Ina-Yoko Teutenberg          |
| 2e étape (Contre-la-montre par équipes) | 17 mai | Port-la-Nouvelle -Port-la-Nouvelle      | Contre-la-montre par équipes | 27            | Nürnberger Versicherung | Amber Neben                  |
| 3e étape                                | 18 mai | Lézignan-Corbières - Lézignan-Corbières | Étape vallonnée              | 116           | Ina-Yoko Teutenberg     | Amber Neben                  |
| 4e étape                                | 19 mai | Castelnaudary - Castelnaudary           | Étape vallonnée              | 108,5         | Marianne Vos            | Regina Bruins                |
| 5e étape                                | 20 mai | Amélie-les-Bains - Amélie-les-Bains     | Étape de moyenne montagne    | 104           | Kristin Armstrong       | Regina Bruins                |
| 6e étape                                | 21 mai | Osséja - Osséja                         | Étape de montagne            | 92            | Trixi Worrack           | Claudia Häusler              |
| 7e étape                                | 22 mai | Saint-Hilaire - Montréal                | Étape de montagne            | 102,5         | Marianne Vos            | Claudia Häusler              |
| 8e étape                                | 23 mai | Axat - Espezel                          | Étape de montagne            | 101           | Marianne Vos            | Claudia Häusler              |
| 9e étape                                | 24 mai | Limoux - Limoux                         | Étape vallonnée              | 87,5          | Ina-Yoko Teutenberg     | Claudia Häusler              |

## Déroulement de la course

### Prologue

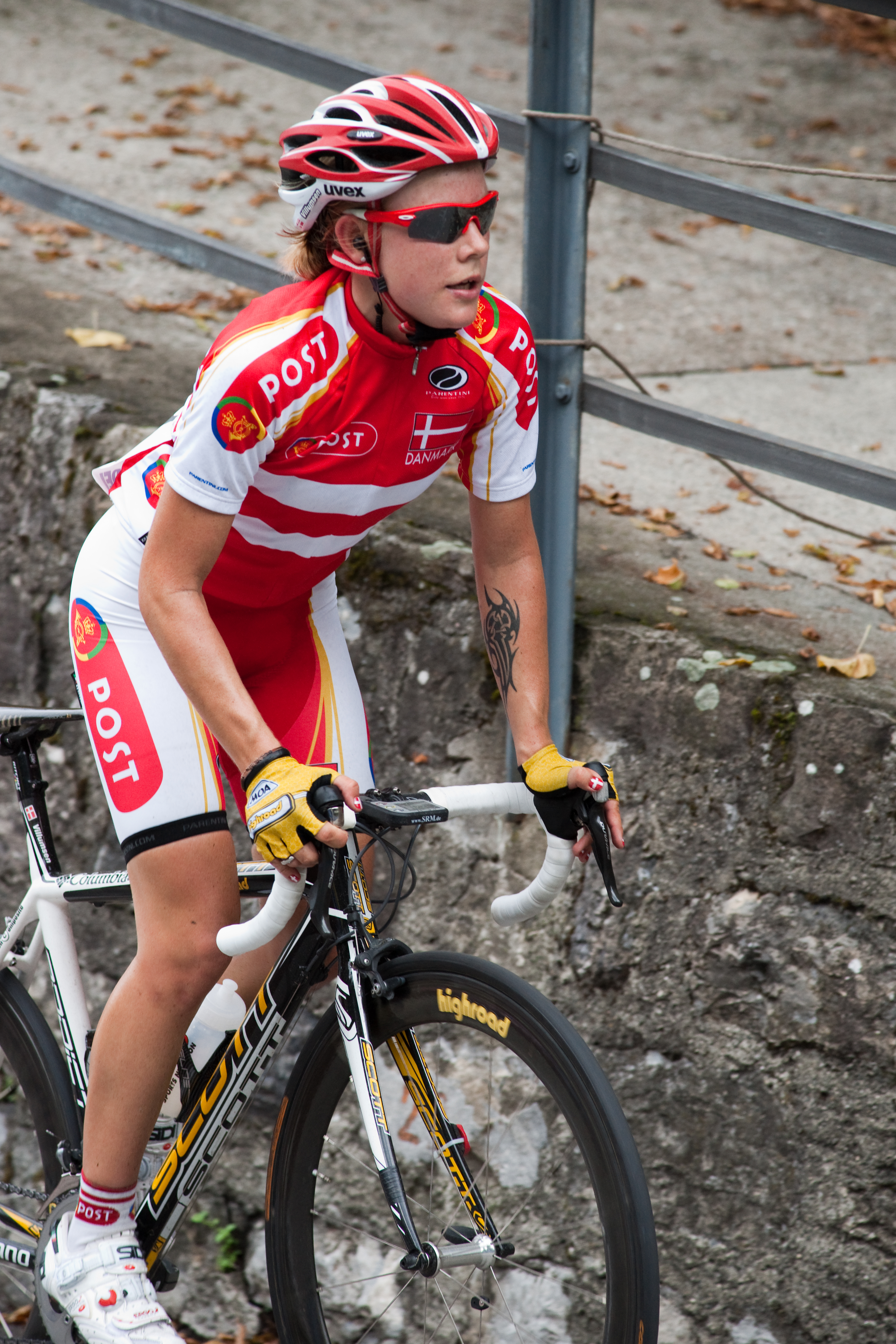
Linda Villumsen gagne le prologue

Le prologue se tient partiellement en ville et partiellement à la campagne. Il y a beaucoup de vent. Linda Villumsen est la troisième à partir en partant de la fin et réalise le meilleur temps devant Regina Bruins.
| Classement de l'étape | Classement de l'étape | Classement de l'étape | Classement de l'étape     | Classement de l'étape |
|                       | Coureur               | Pays                  | Équipe                    | Temps                 |
| --------------------- | --------------------- | --------------------- | ------------------------- | --------------------- |
| 1er                   | Linda Villumsen       | Danemark              | Columbia-HTC Women        | en 4 min 52 s 22      |
| 2e                    | Regina Bruins         | Pays-Bas              | Cervélo TestTeam Women    | +                     |
| 3e                    | Noemi Cantele         | Italie                | Bigla                     | +1 s                  |
| 4e                    | Kristin Armstrong     | États-Unis            | Cervélo TestTeam Women    | +3 s                  |
| 5e                    | Ina-Yoko Teutenberg   | Allemagne             | Columbia-HTC Women        | +3 s                  |
| 6e                    | Amber Neben           | États-Unis            | Nürnberger Versicherung   | +3 s                  |
| 7e                    | Marianne Vos          | Pays-Bas              | DSB Bank-Nederland Bloeit | +4 s                  |
| 8e                    | Mirjam Melchers       | Pays-Bas              | Flexpoint                 | +7 s                  |
| 9e                    | Emma Johansson        | Suède                 | Red Sun                   | +7 s                  |
| 10e                   | Trine Schmidt         | Danemark              | Flexpoint                 | +8 s                  |
| modifier              |                       |                       |                           |                       |

| Classement général | Classement général  | Classement général | Classement général        | Classement général |
|                    | Coureur             | Pays               | Équipe                    | Temps              |
| ------------------ | ------------------- | ------------------ | ------------------------- | ------------------ |
| 1er                | Linda Villumsen     | Danemark           | Columbia-HTC Women        | en 4 min 52 s 22   |
| 2e                 | Regina Bruins       | Pays-Bas           | Cervélo TestTeam Women    | +                  |
| 3e                 | Noemi Cantele       | Italie             | Bigla                     | +1 s               |
| 4e                 | Kristin Armstrong   | États-Unis         | Cervélo TestTeam Women    | +3 s               |
| 5e                 | Ina-Yoko Teutenberg | Allemagne          | Columbia-HTC Women        | +3 s               |
| 6e                 | Amber Neben         | États-Unis         | Nürnberger Versicherung   | +3 s               |
| 7e                 | Marianne Vos        | Pays-Bas           | DSB Bank-Nederland Bloeit | +4 s               |
| 8e                 | Mirjam Melchers     | Pays-Bas           | Flexpoint                 | +7 s               |
| 9e                 | Emma Johansson      | Suède              | Red Sun                   | +7 s               |
| 10e                | Trine Schmidt       | Danemark           | Flexpoint                 | +8 s               |
| modifier           |                     |                    |                           |                    |

### 1reétape

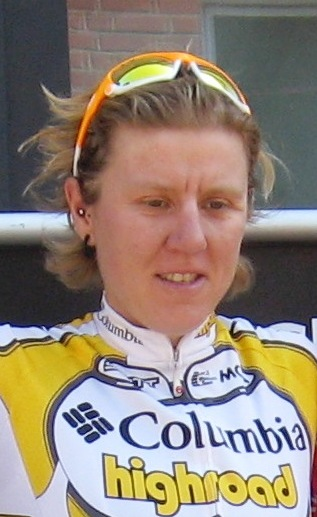
Ina-Yoko Teutenberg remporte trois étapes de l'épreuve au sprint

Sur cette étape relativement plate, Vicki Whitelaw-Eustace effectue une longue échappée solitaire. L'équipe Columbia-HTC Women mène le peloton lors des quarante derniers kilomètres. Au sprint, Ina-Yoko Teutenberg s'impose devant Martine Bras et Marianne Vos. Elle s'adjuge le maillot de meneuse du classement général par le jeu des bonifications.
| Classement de l'étape | Classement de l'étape     | Classement de l'étape | Classement de l'étape     | Classement de l'étape |
|                       | Coureur                   | Pays                  | Équipe                    | Temps                 |
| --------------------- | ------------------------- | --------------------- | ------------------------- | --------------------- |
| 1er                   | Ina-Yoko Teutenberg       | Allemagne             | Columbia-HTC Women        | en 3 h 6 min 34 s     |
| 2e                    | Martine Bras              | Pays-Bas              | Selle Italie-Ghezzi       | m.t.                  |
| 3e                    | Marianne Vos              | Pays-Bas              | DSB Bank-Nederland Bloeit | m.t.                  |
| 4e                    | Svetlana Boubnenkova      | Russie                | Fenixs                    | m.t.                  |
| 5e                    | Julia Martisova           | Russie                | Gauss-RDZ-Ormu-Colnago    | m.t.                  |
| 6e                    | Oxana Kozonchuk           | Russie                | Selle Italie-Ghezzi       | m.t.                  |
| 7e                    | Ludivine Henrion          | Belgique              | Red Sun                   | m.t.                  |
| 8e                    | Trixi Worrack             | Allemagne             | Nürnberger Versicherung   | m.t.                  |
| 9e                    | Catherine Hare Willianson | Royaume-Uni           | Fenixs                    | m.t.                  |
| 10e                   | Regina Bruins             | Pays-Bas              | Cervélo TestTeam Women    | m.t.                  |
| modifier              |                           |                       |                           |                       |

| Classement général | Classement général  | Classement général | Classement général        | Classement général |
|                    | Coureur             | Pays               | Équipe                    | Temps              |
| ------------------ | ------------------- | ------------------ | ------------------------- | ------------------ |
| 1er                | Ina-Yoko Teutenberg | Allemagne          | Columbia-HTC Women        | en 3 h 11 min 19 s |
| 2e                 | Marianne Vos        | Pays-Bas           | DSB Bank-Nederland Bloeit | +3 s               |
| 3e                 | Linda Villumsen     | Danemark           | Columbia-HTC Women        | +7 s               |
| 4e                 | Regina Bruins       | Pays-Bas           | Cervélo TestTeam Women    | +7 s               |
| 5e                 | Noemi Cantele       | Italie             | Bigla                     | +8 s               |
| 6e                 | Kristin Armstrong   | États-Unis         | Cervélo TestTeam Women    | +10 s              |
| 7e                 | Amber Neben         | États-Unis         | Nürnberger Versicherung   | +10 s              |
| 8e                 | Mirjam Melchers     | Pays-Bas           | Flexpoint                 | +14 s              |
| 9e                 | Emma Johansson      | Suède              | Red Sun                   | +14 s              |
| 10e                | Trine Schmidt       | Danemark           | Flexpoint                 | +15 s              |
| modifier           |                     |                    |                           |                    |

### 2eétape
La deuxième étape est un contre-la-montre par équipes. L'équipe Nürnberger Versicherung termine au complet et remporte l'étape. Cervélo TestTeam Women finit à douze secondes sans Patricia Schwager. Elle est suivie de l'équipe Flexpoint qui finit quasiment au complet, à vingt-deux secondes. L'équipe Columbia se classe dans le même temps alors qu'Emilia Fahlin et Katherine Bates terminent loin. Ina-Yoko Teutenberg perd toutefois son maillot de leader du classement général. L'équipe de Marianne Vos, la DSB Bank, perd plus de temps avec une minute vingt-sept de retard. Nicole Cooke perd également plus de deux minutes sur les premières.
| Classement de l'étape | Classement de l'étape            | Classement de l'étape | Classement de l'étape | Classement de l'étape |
|                       | Coureur                          | Pays                  | Équipe                | Temps                 |
| --------------------- | -------------------------------- | --------------------- | --------------------- | --------------------- |
| 1er                   | Nürnberger Versicherung          | Allemagne             | '                     | en 27 min 35 s        |
| 2e                    | Cervélo TestTeam Women           | Allemagne             |                       | +12 s                 |
| 3e                    | Flexpoint                        | Pays-Bas              |                       | +22 s                 |
| 4e                    | Columbia-HTC Women               | Allemagne             |                       | +22 s                 |
| 5e                    | DSB Bank-Nederland Bloeit        | Pays-Bas              |                       | +1 min 27 s           |
| 6e                    | Gauss-RDZ-Ormu-Colnago           | Italie                |                       | +1 min 49 s           |
| 7e                    | Bigla                            | Suisse                |                       | +2 min 3 s            |
| 8e                    | Red Sun                          | Belgique              |                       | +2 min 24 s           |
| 9e                    | Sélection nationale des Pays-Bas | Pays-Bas              |                       | +2 min 25 s           |
| 10e                   | Sélection nationale du Canada    | Canada                |                       | +2 min 29 s           |
| modifier              |                                  |                       |                       |                       |

| Classement général | Classement général  | Classement général | Classement général      | Classement général |
|                    | Coureur             | Pays               | Équipe                  | Temps              |
| ------------------ | ------------------- | ------------------ | ----------------------- | ------------------ |
| 1er                | Amber Neben         | États-Unis         | Nürnberger Versicherung | en 3 h 46 min 36 s |
| 2e                 | Trixi Worrack       | Allemagne          | Nürnberger Versicherung | +8 s               |
| 3e                 | Regina Bruins       | Pays-Bas           | Cervélo TestTeam Women  | +9 s               |
| 4e                 | Charlotte Becker    | Allemagne          | Nürnberger Versicherung | +9 s               |
| 5e                 | Madeleine Sandig    | Allemagne          | Nürnberger Versicherung | +11 s              |
| 6e                 | Kristin Armstrong   | États-Unis         | Cervélo TestTeam Women  | +12 s              |
| 7e                 | Ina-Yoko Teutenberg | Allemagne          | Columbia-HTC Women      | +12 s              |
| 8e                 | Linda Villumsen     | Danemark           | Columbia-HTC Women      | +19 s              |
| 9e                 | Eva Lutz            | Allemagne          | Nürnberger Versicherung | +20 s              |
| 10e                | Claudia Häusler     | Allemagne          | Cervélo TestTeam Women  | +22 s              |
| modifier           |                     |                    |                         |                    |

### 3eétape
Emma Pooley est seule en tête durant quarante-cinq kilomètres. Les équipes Nürnberger Versicherung et Columbia-HTC Women chassent et l'étape se termine au sprint. Dans le dernier kilomètre, Marianne Vos, alors placée dans la roue d'Ina-Yoko Teutenberg, chute à cause d'une barrière sortie de l'alignement. Elle entraîne avec elle une partie du peloton. L'Allemande s'impose seule sans difficulté. Elle est d'abord créditée de deux secondes d'avance sur la ligne et récupérant ainsi le maillot jaune. Amber Neben porte néanmoins réclamation et il est reconnu que ce gain est dû à la chute, la règle prévoyant dans ce cas de ne pas les prendre en compte. L'Américaine conserve donc la tête du classement général,.
| Classement de l'étape | Classement de l'étape | Classement de l'étape | Classement de l'étape            | Classement de l'étape |
|                       | Coureur               | Pays                  | Équipe                           | Temps                 |
| --------------------- | --------------------- | --------------------- | -------------------------------- | --------------------- |
| 1er                   | Ina-Yoko Teutenberg   | Allemagne             | Columbia-HTC Women               | en 2 h 58 min 18 s    |
| 2e                    | Tania Belvederesi     | Italie                | Gauss-RDZ-Ormu-Colnago           | m.t.                  |
| 3e                    | Denise Zuckermandel   | Allemagne             | Sélection nationale d'Allemagne  | m.t.                  |
| 4e                    | Emma Johansson        | Suède                 | Red Sun                          | m.t.                  |
| 5e                    | Kristin Armstrong     | États-Unis            | Cervélo TestTeam Women           | m.t.                  |
| 6e                    | Julia Martisova       | Russie                | Gauss-RDZ-Ormu-Colnago           | m.t.                  |
| 7e                    | Chantal Blaak         | Pays-Bas              | Sélection nationale des Pays-Bas | m.t.                  |
| 8e                    | Pascale Jeuland       | France                | Vienne Futuroscope               | m.t.                  |
| 9e                    | Monica Holler         | Suède                 | Bigla                            | m.t.                  |
| 10e                   | Amber Neben           | États-Unis            | Nürnberger Versicherung          | m.t.                  |
| modifier              |                       |                       |                                  |                       |

| Classement général | Classement général  | Classement général | Classement général      | Classement général |
|                    | Coureur             | Pays               | Équipe                  | Temps              |
| ------------------ | ------------------- | ------------------ | ----------------------- | ------------------ |
| 1er                | Amber Neben         | États-Unis         | Nürnberger Versicherung | en 3 h 46 min 36 s |
| 2e                 | Ina-Yoko Teutenberg | Allemagne          | Columbia-HTC Women      | +2 s               |
| 3e                 | Trixi Worrack       | Allemagne          | Nürnberger Versicherung | +8 s               |
| 4e                 | Regina Bruins       | Pays-Bas           | Cervélo TestTeam Women  | +9 s               |
| 5e                 | Charlotte Becker    | Allemagne          | Nürnberger Versicherung | +9 s               |
| 6e                 | Kristin Armstrong   | États-Unis         | Cervélo TestTeam Women  | +10 s              |
| 7e                 | Madeleine Sandig    | Allemagne          | Nürnberger Versicherung | +11 s              |
| 8e                 | Eva Lutz            | Allemagne          | Nürnberger Versicherung | +18 s              |
| 9e                 | Linda Villumsen     | Danemark           | Columbia-HTC Women      | +19 s              |
| 10e                | Emma Pooley         | Royaume-Uni        | Cervélo TestTeam Women  | +19 s              |
| modifier           |                     |                    |                         |                    |

### 4eétape

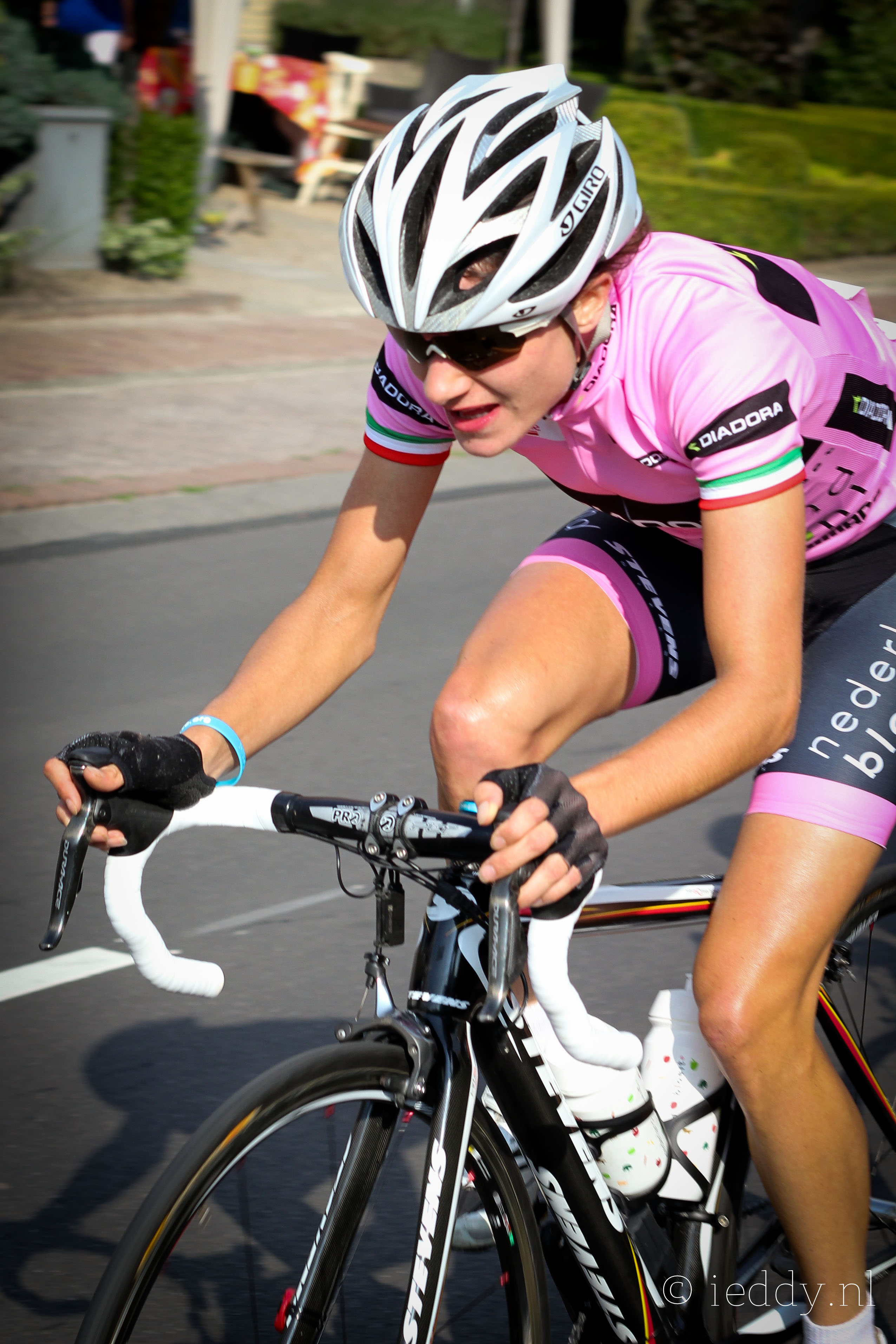
Marianne Vos s'impose sur trois étapes, remporte le classement par points et celui de la meilleure jeune

Ina-Yoko Teutenberg s'échappe seule en début d'étape, mais est rattrapée. Sur cette étape vallonnée, un groupe de quatre constitué de Marianne Vos, Nicole Cooke, Claudia Häusler et Regina Bruins creuse l'écart sur le peloton. Ces deux dernières appartiennent à l'équipe Cervélo et décident d'unir leur effort pour prendre de l'avance au classement général. Nicole Cooke et Marianne Vos se concentrent sur la victoire d'étape. La Néerlandaise se montre plus rapide au sprint et s'impose. Regina Bruins s'empare du maillot jaune. Kristin Armstrong, Amber Neben et Grace Verbeke sont les perdantes du jour.
| Classement de l'étape | Classement de l'étape | Classement de l'étape | Classement de l'étape     | Classement de l'étape |
|                       | Coureur               | Pays                  | Équipe                    | Temps                 |
| --------------------- | --------------------- | --------------------- | ------------------------- | --------------------- |
| 1er                   | Marianne Vos          | Pays-Bas              | DSB Bank-Nederland Bloeit | en 2 h 55 min 13 s    |
| 2e                    | Nicole Cooke          | Royaume-Uni           | Vision 1                  | m.t.                  |
| 3e                    | Claudia Häusler       | Allemagne             | Cervélo TestTeam Women    | +3 s                  |
| 4e                    | Regina Bruins         | Pays-Bas              | Cervélo TestTeam Women    | +4 s                  |
| 5e                    | Emma Johansson        | Suède                 | Red Sun                   | +2 min 10 s           |
| 6e                    | Noemi Cantele         | Italie                | Bigla                     | +2 min 10 s           |
| 7e                    | Kristin Armstrong     | États-Unis            | Cervélo TestTeam Women    | +2 min 10 s           |
| 8e                    | Tina Liebig           | Allemagne             | DSB Bank-Nederland Bloeit | +2 min 10 s           |
| 9e                    | Trixi Worrack         | Allemagne             | Nürnberger Versicherung   | +2 min 10 s           |
| 10e                   | Susanne Ljungskog     | Suède                 | Flexpoint                 | +2 min 10 s           |
| modifier              |                       |                       |                           |                       |

| Classement général | Classement général | Classement général | Classement général        | Classement général |
|                    | Coureur            | Pays               | Équipe                    | Temps              |
| ------------------ | ------------------ | ------------------ | ------------------------- | ------------------ |
| 1er                | Regina Bruins      | Pays-Bas           | Cervélo TestTeam Women    | en 9 h 40 min 20 s |
| 2e                 | Claudia Häusler    | Allemagne          | Cervélo TestTeam Women    | +8 s               |
| 3e                 | Marianne Vos       | Pays-Bas           | DSB Bank-Nederland Bloeit | +20 s              |
| 4e                 | Nicole Cooke       | Royaume-Uni        | Vision 1                  | +1 min 19 s        |
| 5e                 | Trixi Worrack      | Allemagne          | Nürnberger Versicherung   | +2 min 2 s         |
| 6e                 | Kristin Armstrong  | États-Unis         | Cervélo TestTeam Women    | +2 min 5 s         |
| 7e                 | Amber Neben        | États-Unis         | Nürnberger Versicherung   | +2 min 11 s        |
| 8e                 | Susanne Ljungskog  | Suède              | Flexpoint                 | +2 min 29 s        |
| 9e                 | Noemi Cantele      | Italie             | Bigla                     | +3 min 0 s         |
| 10e                | Emma Johansson     | Suède              | Red Sun                   | +3 min 11 s        |
| modifier           |                    |                    |                           |                    |

### 5eétape

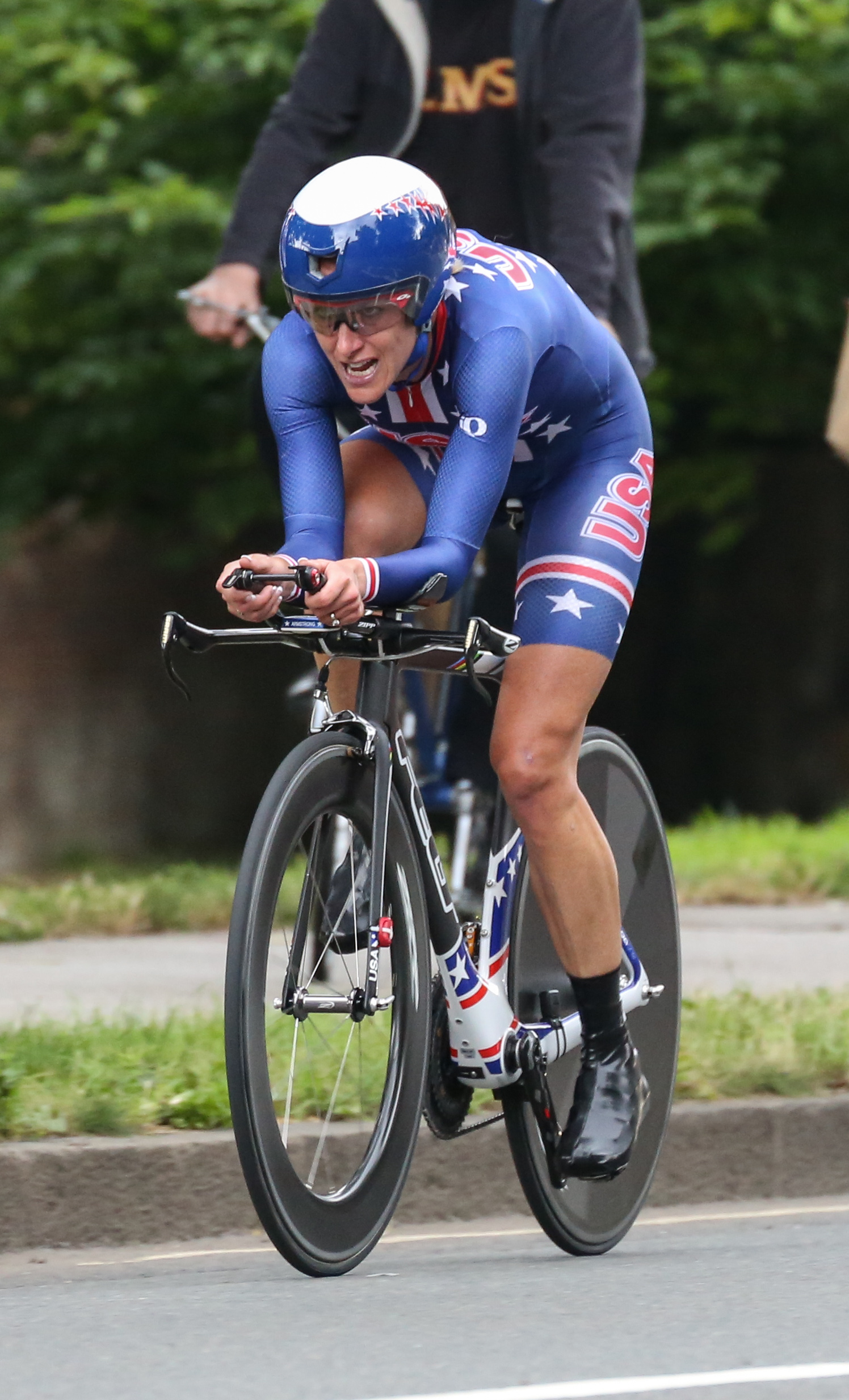
Kristin Armstrong gagne la cinquième étape et participe au succès de l'équipe Cervélo TestTeam Women

Lors de la cinquième étape, Amber Neben attaque dans la dernière ascension et est suivie de Kristin Armstrong et de Grace Verbeke. Claudia Häusler et Regina Bruins restant avec Trixi Worrack et Marianne Vos. Dans les derniers kilomètres Grace Verbeke ne parvient pas à suivre le rythme de ses deux compagnons d'échappée. Kristin Armstrong se montre plus rapide que sa compatriote au sprint. Regina Bruins reste leader de l'épreuve.
| Classement de l'étape | Classement de l'étape | Classement de l'étape | Classement de l'étape            | Classement de l'étape |
|                       | Coureur               | Pays                  | Équipe                           | Temps                 |
| --------------------- | --------------------- | --------------------- | -------------------------------- | --------------------- |
| 1er                   | Kristin Armstrong     | États-Unis            | Cervélo TestTeam Women           | en 2 h 42 min 3 s     |
| 2e                    | Amber Neben           | États-Unis            | Nürnberger Versicherung          | m.t.                  |
| 3e                    | Grace Verbeke         | Belgique              | Lotto Belisol                    | +12 s                 |
| 4e                    | Ina-Yoko Teutenberg   | Allemagne             | Columbia-HTC Women               | +40 s                 |
| 5e                    | Marianne Vos          | Pays-Bas              | DSB Bank-Nederland Bloeit        | +40 s                 |
| 6e                    | Emilia Fahlin         | Suède                 | Columbia-HTC Women               | +40 s                 |
| 7e                    | Chantal Blaak         | Pays-Bas              | Sélection nationale des Pays-Bas | +40 s                 |
| 8e                    | Emma Johansson        | Suède                 | Red Sun                          | +40 s                 |
| 9e                    | Nicole Cooke          | Royaume-Uni           | Vision 1                         | +40 s                 |
| 10e                   | Susanne Ljungskog     | Suède                 | Flexpoint                        | +40 s                 |
| modifier              |                       |                       |                                  |                       |

| Classement général | Classement général | Classement général | Classement général        | Classement général |
|                    | Coureur            | Pays               | Équipe                    | Temps              |
| ------------------ | ------------------ | ------------------ | ------------------------- | ------------------ |
| 1er                | Regina Bruins      | Pays-Bas           | Cervélo TestTeam Women    | en 12 h 23 min 3 s |
| 2e                 | Claudia Häusler    | Allemagne          | Cervélo TestTeam Women    | +8 s               |
| 3e                 | Marianne Vos       | Pays-Bas           | DSB Bank-Nederland Bloeit | +20 s              |
| 4e                 | Kristin Armstrong  | États-Unis         | Cervélo TestTeam Women    | +1 min 15 s        |
| 5e                 | Nicole Cooke       | Royaume-Uni        | Vision 1                  | +1 min 19 s        |
| 6e                 | Amber Neben        | États-Unis         | Nürnberger Versicherung   | +1 min 25 s        |
| 7e                 | Trixi Worrack      | Allemagne          | Nürnberger Versicherung   | +2 min 2 s         |
| 8e                 | Susanne Ljungskog  | Suède              | Flexpoint                 | +2 min 29 s        |
| 9e                 | Noemi Cantele      | Italie             | Bigla                     | +3 min 0 s         |
| 10e                | Emma Johansson     | Suède              | Red Sun                   | +3 min 11 s        |
| modifier           |                    |                    |                           |                    |

### 6eétape

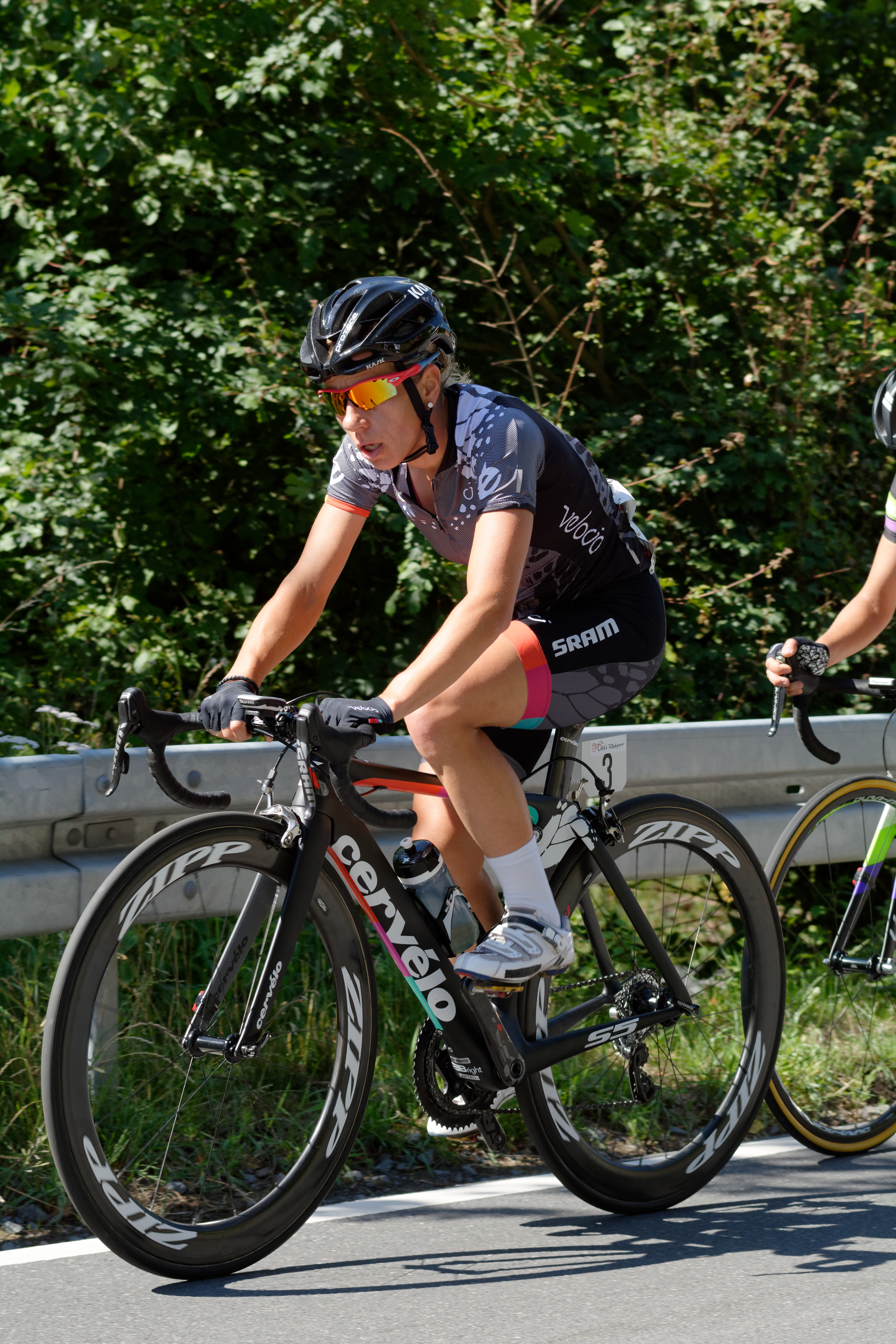
Trixi Worrack gagne la sixième étape et le classement de la meilleure grimpeuse

La sixième étape fait figure d'étape reine de ce Tour de l'Aude 2009. L'équipe Cervélo TestTeam Women maintient un rythme élevé en début d'étape. Emma Pooley mène dans la première ascension, celle du col du calvaire. À l'entrée de Font-Romeu, le groupe de tête n'est constitué que de six coureuses : la Britannique, Regina Bruins, Kristin Armstrong, Claudia Häusler (toutes de l'équipe Cervélo), Trixi Worrack et Amber Neben toutes deux de l'équipe Nürnberger Versicherung. Trixi Worrack place alors une accélération qui fait lâcher Regina Bruins, Emma Pooley puis Amber Neben à l'approche du sommet. Cette dernière, piètre descendeuse ne revient pas par la suite. Les trois coureuses restantes reste groupées dans le col de la Quillane et se disputent la victoire au sprint. Trixi Worrack, pourtant esseulée, se montre la plus véloce. Elle a également profité d'une meilleure connaissance du parcours, en prenant le dernier rond-point, placé à 100 m de la ligne, du bon côté. Elles prennent plus de six minutes d'avance sur les poursuivantes et occupent donc les trois premières places du classement général, Claudia Häusler portant le maillot jaune,.
| Classement de l'étape | Classement de l'étape | Classement de l'étape | Classement de l'étape     | Classement de l'étape |
|                       | Coureur               | Pays                  | Équipe                    | Temps                 |
| --------------------- | --------------------- | --------------------- | ------------------------- | --------------------- |
| 1er                   | Trixi Worrack         | Allemagne             | Nürnberger Versicherung   | en 2 h 37 min 1 s     |
| 2e                    | Claudia Häusler       | Allemagne             | Cervélo TestTeam Women    | m.t.                  |
| 3e                    | Kristin Armstrong     | États-Unis            | Cervélo TestTeam Women    | m.t.                  |
| 4e                    | Marianne Vos          | Pays-Bas              | DSB Bank-Nederland Bloeit | +6 min 14 s           |
| 5e                    | Elizabeth Armitstead  | Royaume-Uni           | Lotto Belisol             | +6 min 15 s           |
| 6e                    | Loes Gunnewijk        | Pays-Bas              | Flexpoint                 | +6 min 15 s           |
| 7e                    | Nicole Cooke          | Royaume-Uni           | Vision 1                  | +6 min 15 s           |
| 8e                    | Emma Johansson        | Suède                 | Red Sun                   | +6 min 15 s           |
| 9e                    | Svetlana Boubnenkova  | Russie                | Fenixs                    | +6 min 15 s           |
| 10e                   | Amber Neben           | États-Unis            | Nürnberger Versicherung   | +6 min 15 s           |
| modifier              |                       |                       |                           |                       |

| Classement général | Classement général | Classement général | Classement général        | Classement général |
|                    | Coureur            | Pays               | Équipe                    | Temps              |
| ------------------ | ------------------ | ------------------ | ------------------------- | ------------------ |
| 1er                | Claudia Häusler    | Allemagne          | Cervélo TestTeam Women    | en 15 h 0 min 3 s  |
| 2e                 | Kristin Armstrong  | États-Unis         | Cervélo TestTeam Women    | +1 min 11 s        |
| 3e                 | Trixi Worrack      | Allemagne          | Nürnberger Versicherung   | +1 min 51 s        |
| 4e                 | Regina Bruins      | Pays-Bas           | Cervélo TestTeam Women    | +6 min 16 s        |
| 5e                 | Marianne Vos       | Pays-Bas           | DSB Bank-Nederland Bloeit | +6 min 35 s        |
| 6e                 | Nicole Cooke       | Royaume-Uni        | Vision 1                  | +7 min 35 s        |
| 7e                 | Amber Neben        | États-Unis         | Nürnberger Versicherung   | +7 min 41 s        |
| 8e                 | Susanne Ljungskog  | Suède              | Flexpoint                 | +8 min 45 s        |
| 9e                 | Emma Johansson     | Suède              | Red Sun                   | +9 min 27 s        |
| 10e                | Tina Liebig        | Allemagne          | DSB Bank-Nederland Bloeit | +9 min 58 s        |
| modifier           |                    |                    |                           |                    |

### 7eétape

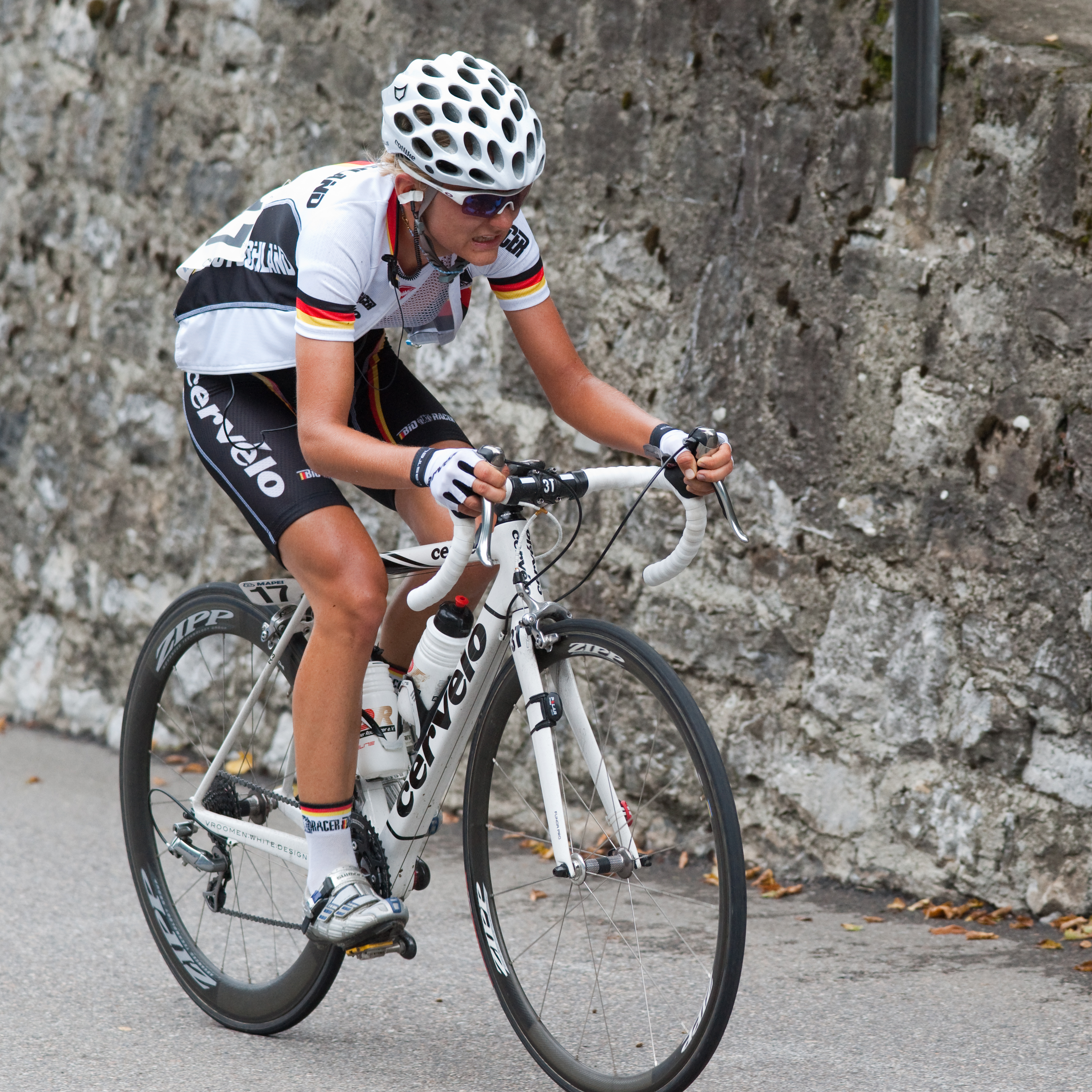
Claudia Häusler forge son succès à Castelnaudary

Durant la difficile septième étape, Susanne Ljungskog effectue une échappée solitaire longue de vingt kilomètres. Trixi Worrack attaque vers la fin du col de Malepère. Elle est rejointe par Claudia Häusler et Marianne Vos. L'arrivée de la course se joue en côte. Trixi Worrack ne peut concurrencer ses compagnons d'échappée. Marianne Vos dépasse proche de la ligne Claudia Häusler et s'impose.
| Classement de l'étape | Classement de l'étape | Classement de l'étape | Classement de l'étape     | Classement de l'étape |
|                       | Coureur               | Pays                  | Équipe                    | Temps                 |
| --------------------- | --------------------- | --------------------- | ------------------------- | --------------------- |
| 1er                   | Marianne Vos          | Pays-Bas              | DSB Bank-Nederland Bloeit | en 2 h 30 min 1 s     |
| 2e                    | Claudia Häusler       | Allemagne             | Cervélo TestTeam Women    | +0 min 9 s            |
| 3e                    | Trixi Worrack         | Allemagne             | Nürnberger Versicherung   | +0 min 22 s           |
| 4e                    | Emma Johansson        | Suède                 | Red Sun                   | +2 min 55 s           |
| 5e                    | Svetlana Boubnenkova  | Russie                | Fenixs                    | +2 min 55 s           |
| 6e                    | Nicole Cooke          | Royaume-Uni           | Vision 1                  | +2 min 55 s           |
| 7e                    | Emilia Fahlin         | Suède                 | Columbia-HTC Women        | +2 min 55 s           |
| 8e                    | Grace Verbeke         | Belgique              | Lotto Belisol             | +2 min 55 s           |
| 9e                    | Elizabeth Armitstead  | Royaume-Uni           | Lotto Belisol             | +2 min 55 s           |
| 10e                   | Tina Liebig           | Allemagne             | DSB Bank-Nederland Bloeit | +2 min 55 s           |
| modifier              |                       |                       |                           |                       |

| Classement général | Classement général | Classement général | Classement général        | Classement général |
|                    | Coureur            | Pays               | Équipe                    | Temps              |
| ------------------ | ------------------ | ------------------ | ------------------------- | ------------------ |
| 1er                | Claudia Häusler    | Allemagne          | Cervélo TestTeam Women    | en 17 h 30 min 7 s |
| 2e                 | Trixi Worrack      | Allemagne          | Nürnberger Versicherung   | +2 min 6 s         |
| 3e                 | Kristin Armstrong  | États-Unis         | Cervélo TestTeam Women    | +4 min 9 s         |
| 4e                 | Marianne Vos       | Pays-Bas           | DSB Bank-Nederland Bloeit | +6 min 22 s        |
| 5e                 | Regina Bruins      | Pays-Bas           | Cervélo TestTeam Women    | +9 min 37 s        |
| 6e                 | Nicole Cooke       | Royaume-Uni        | Vision 1                  | +10 min 26 s       |
| 7e                 | Amber Neben        | États-Unis         | Nürnberger Versicherung   | +10 min 39 s       |
| 8e                 | Susanne Ljungskog  | Suède              | Flexpoint                 | +11 min 43 s       |
| 9e                 | Emma Johansson     | Suède              | Red Sun                   | +12 min 19 s       |
| 10e                | Tina Liebig        | Allemagne          | DSB Bank-Nederland Bloeit | +12 min 50 s       |
| modifier           |                    |                    |                           |                    |

### 8eétape

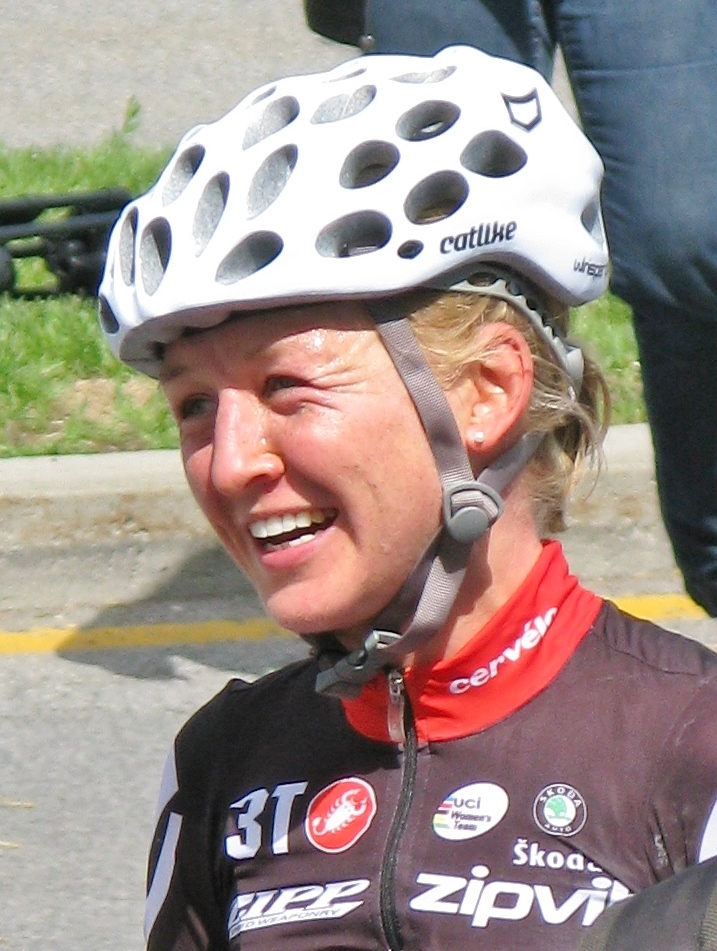
Emma Pooley participe à la conquête puis à la défense du maillot de leader de Claudia Häusler durant la semaine

Dans la dernière étape difficile, Ina-Yoko Teutenberg attaque après la descente du col de Brenac. Marianne Vos part à sa poursuite pour lui disputer le maillot à points. Elle est elle-même suivie par Grace Verbeke, Nicole Cooke, Svetlana Bubnenkova et Susanne Ljungskog. Cette dernière et Ina-Yoko Teutenberg cèdent en direction d'Aunat. Dans le final, Marianne Vos gagne le sprint et s'assure le gain du maillot vert. Derrière, malgré quatre cols de première catégorie, Trixi Worrack ne parvient pas à mettre en difficulté Claudia Häusler. 
| Classement de l'étape | Classement de l'étape | Classement de l'étape | Classement de l'étape     | Classement de l'étape |
|                       | Coureur               | Pays                  | Équipe                    | Temps                 |
| --------------------- | --------------------- | --------------------- | ------------------------- | --------------------- |
| 1er                   | Marianne Vos          | Pays-Bas              | DSB Bank-Nederland Bloeit | en 2 h 51 min 20 s    |
| 2e                    | Nicole Cooke          | Royaume-Uni           | Vision 1                  | m.t.                  |
| 3e                    | Grace Verbeke         | Belgique              | Lotto Belisol             | +0 min 2 s            |
| 4e                    | Svetlana Boubnenkova  | Russie                | Fenixs                    | +0 min 5 s            |
| 5e                    | Trixi Worrack         | Allemagne             | Nürnberger Versicherung   | +2 min 12 s           |
| 6e                    | Claudia Häusler       | Allemagne             | Cervélo TestTeam Women    | +2 min 12 s           |
| 7e                    | Kristin Armstrong     | États-Unis            | Cervélo TestTeam Women    | +2 min 12 s           |
| 8e                    | Amber Neben           | États-Unis            | Nürnberger Versicherung   | +2 min 13 s           |
| 9e                    | Loes Gunnewijk        | Pays-Bas              | Flexpoint                 | +2 min 33 s           |
| 10e                   | Linda Villumsen       | Danemark              | Columbia-HTC Women        | +2 min 33 s           |
| modifier              |                       |                       |                           |                       |

| Classement général | Classement général | Classement général | Classement général        | Classement général |
|                    | Coureur            | Pays               | Équipe                    | Temps              |
| ------------------ | ------------------ | ------------------ | ------------------------- | ------------------ |
| 1er                | Claudia Häusler    | Allemagne          | Cervélo TestTeam Women    | en 20 h 23 min 9 s |
| 2e                 | Trixi Worrack      | Allemagne          | Nürnberger Versicherung   | +2 min 6 s         |
| 3e                 | Marianne Vos       | Pays-Bas           | DSB Bank-Nederland Bloeit | +4 min 0 s         |
| 4e                 | Kristin Armstrong  | États-Unis         | Cervélo TestTeam Women    | +4 min 9 s         |
| 5e                 | Nicole Cooke       | Royaume-Uni        | Vision 1                  | +8 min 8 s         |
| 6e                 | Amber Neben        | États-Unis         | Nürnberger Versicherung   | +10 min 40 s       |
| 7e                 | Regina Bruins      | Pays-Bas           | Cervélo TestTeam Women    | +12 min 24 s       |
| 8e                 | Tina Liebig        | Allemagne          | DSB Bank-Nederland Bloeit | +13 min 29 s       |
| 9e                 | Linda Villumsen    | Allemagne          | Columbia-HTC Women        | +14 min 29 s       |
| 10e                | Loes Gunnewijk     | Pays-Bas           | Flexpoint                 | +14 min 29 s       |
| modifier           |                    |                    |                           |                    |

### 9eétape
Sur la neuvième étape, dès le huitième kilomètre trois coureuses s'échappent. Il s'agit de Chantal Beltman, Ina-Yoko Teutenberg et Loes Gunnewijk. Elles sont rejointes par Emma Johansson, Noemi Cantele et Modesta Vžesniauskaitė. Bien que le peloton reste toujours proche, l'échappée va au bout. Noemi Cantele et Modesta Vžesniauskaitė attaquent dans la dernière ascension, mais Chantal Beltman parvient à maintenir le groupe uni. Ina-Yoko Teutenberg termine le travail en remportant le sprint. Le classement général est inchangé.
| Classement de l'étape | Classement de l'étape  | Classement de l'étape | Classement de l'étape     | Classement de l'étape |
|                       | Coureur                | Pays                  | Équipe                    | Temps                 |
| --------------------- | ---------------------- | --------------------- | ------------------------- | --------------------- |
| 1er                   | Ina-Yoko Teutenberg    | Allemagne             | Columbia-HTC Women        | en 2 h 24 min 51 s    |
| 2e                    | Noemi Cantele          | Italie                | Bigla                     | m.t.                  |
| 3e                    | Emma Johansson         | Suède                 | Red Sun                   | m.t.                  |
| 4e                    | Loes Gunnewijk         | Pays-Bas              | Flexpoint                 | m.t.                  |
| 5e                    | Modesta Vžesniauskaitė | Lituanie              | Bigla                     | m.t.                  |
| 6e                    | Chantal Beltman        | Pays-Bas              | Columbia-HTC Women        | m.t.                  |
| 7e                    | Marianne Vos           | Pays-Bas              | DSB Bank-Nederland Bloeit | +30 s                 |
| 8e                    | Svetlana Boubnenkova   | Russie                | Fenixs                    | +30 s                 |
| 9e                    | Martine Bras           | Pays-Bas              | Selle Italie-Ghezzi       | +30 s                 |
| 10e                   | Nicole Cooke           | Royaume-Uni           | Vision 1                  | +30 s                 |
| modifier              |                        |                       |                           |                       |

## Classements finals

### Classement général final
| Classement général final | Classement général final | Classement général final | Classement général final  | Classement général final |
|                          | Coureur                  | Pays                     | Équipe                    | Temps                    |
| ------------------------ | ------------------------ | ------------------------ | ------------------------- | ------------------------ |
| 1er                      | Claudia Häusler          | Allemagne                | Cervélo TestTeam Women    | en 22 h 49 min 10 s      |
| 2e                       | Trixi Worrack            | Allemagne                | Nürnberger Versicherung   | +2 min 6 s               |
| 3e                       | Marianne Vos             | Pays-Bas                 | DSB Bank-Nederland Bloeit | +3 min 50 s              |
| 4e                       | Kristin Armstrong        | États-Unis               | Cervélo TestTeam Women    | +4 min 9 s               |
| 5e                       | Nicole Cooke             | Royaume-Uni              | Vision 1                  | +7 min 58 s              |
| 6e                       | Amber Neben              | États-Unis               | Nürnberger Versicherung   | +10 min 33 s             |
| 7e                       | Regina Bruins            | Pays-Bas                 | Cervélo TestTeam Women    | +12 min 17 s             |
| 8e                       | Tina Liebig              | Allemagne                | DSB Bank-Nederland Bloeit | +13 min 22 s             |
| 9e                       | Loes Gunnewijk           | Pays-Bas                 | Flexpoint                 | +13 min 49 s             |
| 10e                      | Linda Villumsen          | Allemagne                | Columbia-HTC Women        | +14 min 19 s             |
| modifier                 |                          |                          |                           |                          |

### Classements annexes

#### Classement par points
| Classement par points | Classement par points | Classement par points | Classement par points     | Classement par points |
| --------------------- | --------------------- | --------------------- | ------------------------- | --------------------- |
|                       | Coureur               | Pays                  | Équipe                    | Point(s)              |
| 1er                   | Marianne Vos          | Pays-Bas              | DSB Bank-Nederland Bloeit | 207 points            |
| 2e                    | Ina-Yoko Teutenberg   | Allemagne             | Columbia-HTC Women        | 161 pts               |
| 3e                    | Emma Johansson        | Suède                 | Red Sun                   | 139 pts               |
| modifier              |                       |                       |                           |                       |

#### Classement du meilleur grimpeur
| Classement du meilleur grimpeur | Classement du meilleur grimpeur | Classement du meilleur grimpeur | Classement du meilleur grimpeur | Classement du meilleur grimpeur |
| ------------------------------- | ------------------------------- | ------------------------------- | ------------------------------- | ------------------------------- |
|                                 | Coureur                         | Pays                            | Équipe                          | Point(s)                        |
| 1er                             | Trixi Worrack                   | Allemagne                       | Nürnberger Versicherung         | 49 points                       |
| 2e                              | Claudia Häusler                 | Allemagne                       | Cervélo TestTeam Women          | 38 pts                          |
| 3e                              | Svetlana Boubnenkova            | Russie                          | Fenixs                          | 36 pts                          |
| modifier                        |                                 |                                 |                                 |                                 |

#### Classement des points chauds
| Classement des points chauds | Classement des points chauds | Classement des points chauds | Classement des points chauds | Classement des points chauds |
| ---------------------------- | ---------------------------- | ---------------------------- | ---------------------------- | ---------------------------- |
|                              | Coureur                      | Pays                         | Équipe                       | Point(s)                     |
| 1er                          | Vicki Whitelaw-Eustace       | Australie                    | Vision 1                     | 31 points                    |
| 2e                           | Monica Holler                | Suède                        | Bigla                        | 16 pts                       |
| 3e                           | Ina-Yoko Teutenberg          | Allemagne                    | Columbia-HTC Women           | 12 pts                       |
| modifier                     |                              |                              |                              |                              |

#### Classement du meilleur jeune
| Classement du meilleur jeune | Classement du meilleur jeune | Classement du meilleur jeune | Classement du meilleur jeune | Classement du meilleur jeune |
|                              | Coureur                      | Pays                         | Équipe                       | Temps                        |
| ---------------------------- | ---------------------------- | ---------------------------- | ---------------------------- | ---------------------------- |
| 1er                          | Marianne Vos                 | Pays-Bas                     | DSB Bank-Nederland Bloeit    | en 22 h 53                   |
| 2e                           | Elizabeth Armitstead         | Royaume-Uni                  | Lotto Belisol                | +14 min 40 s                 |
| 3e                           | Emilia Fahlin                | Suède                        | Columbia-HTC Women           | +32 min 4 s                  |
| modifier                     |                              |                              |                              |                              |

#### Classement par équipes
| Classement par équipes | Classement par équipes    | Classement par équipes | Classement par équipes |
|                        | Équipe                    | Pays                   | Temps                  |
| ---------------------- | ------------------------- | ---------------------- | ---------------------- |
| 1re                    | Cervélo TestTeam Women    | Allemagne              | en 68 h 42 min 29 s    |
| 2e                     | Nürnberger Versicherung   | Allemagne              | +19 min 12 s           |
| 3e                     | DSB Bank-Nederland Bloeit | Pays-Bas               | +46 min 48 s           |
| modifier               |                           |                        |                        |

## Points UCI
| Position           | 1er | 2e | 3e | 4e | 5e | 6e | 7e | 8e | 9e | 10e | 11e | 12e |
| Classement général | 80  | 56 | 32 | 24 | 20 | 16 | 12 | 8  | 7  | 6   | 5   | 3   |
| Par étape          | 16  | 11 | 6  | 5  | 4  | 2  |    |    |    |     |     |     |
| Leader, par étape  | 8   |    |    |    |    |    |    |    |    |     |     |     |

## Évolution des classements
| Étape              | Vainqueur               | Classement général  | Classement par points | Classement de la montagne | Classement de la meilleure jeune | Classement des points chauds | Classement par équipes  |
| ------------------ | ----------------------- | ------------------- | --------------------- | ------------------------- | -------------------------------- | ---------------------------- | ----------------------- |
| Prologue           | Linda Villumsen         | Linda Villumsen     | Linda Villumsen       |                           | Marianne Vos                     |                              | Columbia-HTC Women      |
| 1                  | Ina-Yoko Teutenberg     | Ina-Yoko Teutenberg | Ina-Yoko Teutenberg   | Vicki Whitelaw-Eustace    | Marianne Vos                     | Vicki Whitelaw-Eustace       | Columbia-HTC Women      |
| 2                  | Nürnberger Versicherung | Amber Neben         | Ina-Yoko Teutenberg   | Vicki Whitelaw-Eustace    | Trine Schmidt                    | Vicki Whitelaw-Eustace       | Nürnberger Versicherung |
| 3                  | Ina-Yoko Teutenberg     | Amber Neben         | Ina-Yoko Teutenberg   | Emma Pooley               | Trine Schmidt                    | Vicki Whitelaw-Eustace       | Nürnberger Versicherung |
| 4                  | Marianne Vos            | Regina Bruins       | Ina-Yoko Teutenberg   | Emma Pooley               | Marianne Vos                     | Vicki Whitelaw-Eustace       | Cervélo TestTeam Women  |
| 5                  | Kristin Armstrong       | Regina Bruins       | Ina-Yoko Teutenberg   | Emma Pooley               | Marianne Vos                     | Vicki Whitelaw-Eustace       | Cervélo TestTeam Women  |
| 6                  | Trixi Worrack           | Claudia Häusler     | Ina-Yoko Teutenberg   | Claudia Häusler           | Marianne Vos                     | Vicki Whitelaw-Eustace       | Cervélo TestTeam Women  |
| 7                  | Marianne Vos            | Claudia Häusler     | Marianne Vos          | Trixi Worrack             | Marianne Vos                     | Vicki Whitelaw-Eustace       | Cervélo TestTeam Women  |
| 8                  | Marianne Vos            | Claudia Häusler     | Marianne Vos          | Trixi Worrack             | Marianne Vos                     | Vicki Whitelaw-Eustace       | Cervélo TestTeam Women  |
| 9                  | Ina-Yoko Teutenberg     | Claudia Häusler     | Marianne Vos          | Trixi Worrack             | Marianne Vos                     | Vicki Whitelaw-Eustace       | Cervélo TestTeam Women  |
| Classements finals | Classements finals      | Claudia Häusler     | Marianne Vos          | Trixi Worrack             | Marianne Vos                     | Vicki Whitelaw-Eustace       | Cervélo TestTeam Women  |

## Bilan
L'équipe Cervélo TestTeam Women domine ce Tour de l'Aude. Claudia Häusler est première du classement général, Kristin Armstrong quatrième et Regina Bruins septième. Le maillot jaune est quatre jours sur les épaules de la première et deux sur celle de la dernière. Cervélo TestTeam Women gagne également le classement par équipes. La Nürnberger Versicherung réalise également un bon Tour de l'Aude. Elle gagne le contre-la-montre par équipes, Trixi Worrack est deuxième du classement général, Amber Neben sixième. L'Allemande remporte également une victoire d'étape et maillot de meilleure grimpeuse. L'équipe Columbia-HTC Women remporte quatre étapes, dont trois par l'intermédiaire d'Ina-Yoko Teutenberg. Toutefois c'est Marianne Vos qui gagne le classement par points en su de trois étapes et du classement de la meilleure jeune. Elle monte également sur la troisième marche du podium.

## Liste des participantes
Les listes des participantes publiées sur internet étant partiellement erronées, les numéros de dossard sont incertains.
| Légende                             | Légende                                                                                              | Légende                                | Légende |
| ----------------------------------- | --- | -------------------------------------- | --- |
| Num                                 | Dossard de départ porté par la coureuse sur ce Tour de l'Aude féminin                                | Pos                                    | Position finale au classement général                                                                         |
| Leader du classement général        | Indique la vainqueur du classement général                                                           | Leader du classement des sprints       | Indique la vainqueur du classement par points                                                                 |
| Leader du classement de la montagne | Indique la vainqueur du classement de la montagne                                                    | Leader du classement du meilleur jeune | Indique la vainqueur du classement de la meilleure jeune                                                      |
|                                     | Indique un maillot de champion national ou mondial, suivi de sa spécialité                           | Leader du classement par points        | Indique la vainqueur du classement des points chauds                                                          |
| #                                   | Indique la meilleure équipe                                                                          | NP                                     | Indique une coureuse qui n'a pas pris le départ d'une étape, suivi du numéro de l'étape où elle s'est retirée |
| AB                                  | Indique une coureuse qui n'a pas terminé une étape, suivi du numéro de l'étape où elle s'est retirée | HD                                     | Indique une coureuse qui a terminé une étape hors des délais, suivi du numéro de l'étape                      |
| *                                   | Indique une coureuse en lice pour le classement de la meilleure jeune (coureuses nées après le )     |                                        | |

| Flexpoint FLX                      | Flexpoint FLX                    | Flexpoint FLX |
| ---------------------------------- | -------------------------------- | ------------- |
| Num                                | Coureur                          | Pos           |
| 1                                  | Susanne Ljungskog (SWE)          | 11e           |
| 2                                  | Loes Gunnewijk (NED)             | 9e            |
| 3                                  | Saskia Elemans (NED)             | 46e           |
| 4                                  | Mirjam Melchers-Van Poppel (NED) | NP-5          |
| 5                                  | Trine Schmidt (DEN)*             | 54e           |
| 6                                  | Iris Slappendel (NED)            | 51e           |
| Directeur sportif : Klas Johansson |                                  |               |

| DSB Bank-Nederland Bloeit ARC         | DSB Bank-Nederland Bloeit ARC | DSB Bank-Nederland Bloeit ARC |
| ------------------------------------- | ----------------------------- | ----------------------------- |
| Num                                   | Coureur                       | Pos                           |
| 7                                     | Marianne Vos (NED)*           | 3e                            |
| 8                                     | Liesbet de Vocht (BEL)        | 41e                           |
| 9                                     | Angela Hennig (GER)           | NP-7                          |
| 10                                    | Tina Liebig (GER)             | 8e                            |
| 11                                    | Marieke Van Wanroij (NED)     | 31e                           |
| 12                                    | Noortje Tabak (NED)*          | 26e                           |
| Directeur sportif : Arthur van Dongen |                               |                               |

| Columbia-HTC Women TCW          | Columbia-HTC Women TCW    | Columbia-HTC Women TCW |
| ------------------------------- | ------------------------- | ---------------------- |
| Num                             | Coureur                   | Pos                    |
| 13                              | Ina-Yoko Teutenberg (GER) | 25e                    |
| 14                              | Kate Bates (AUS)          | NP-4                   |
| 15                              | Chantal Beltman (NED)     | 44e                    |
| 16                              | Emilia Fahlin (SWE)*      | 18e                    |
| 17                              | Luise Keller (GER)        | 50e                    |
| 18                              | Linda Villumsen (DEN)     | 10e                    |
| Directeur sportif : Ronny Lauke |                           |                        |

| Nürnberger Versicherung NUR          | Nürnberger Versicherung NUR | Nürnberger Versicherung NUR |
| ------------------------------------ | --------------------------- | --------------------------- |
| Num                                  | Coureur                     | Pos                         |
| 19                                   | Trixi Worrack (GER)         | 2e                          |
| 20                                   | Charlotte Becker (GER)      | 38e                         |
| 21                                   | Eva Lutz (GER)              | 23e                         |
| 22                                   | Amber Neben (USA)           | 6e                          |
| 23                                   | Bianca Purath (GER)         | 16e                         |
| 24                                   | Madeleine Sandig (GER)      | 40e                         |
| Directeur sportif : Jochen Dornbusch |                             |                             |

| Cervélo TestTeam Women# CWT        | Cervélo TestTeam Women# CWT | Cervélo TestTeam Women# CWT |
| ---------------------------------- | --------------------------- | --------------------------- |
| Num                                | Coureur                     | Pos                         |
| 25                                 | Emma Pooley (GBR)           | 33e                         |
| 26                                 | Kristin Armstrong (USA)     | 4e                          |
| 27                                 | Lieselot Decroix (BEL)*     | 58e                         |
| 28                                 | Claudia Häusler (GER)       | 1re                         |
| 29                                 | Regina Bruins (NED)         | 7e                          |
| 30                                 | Patricia Schwager (SUI)     | 63e                         |
| Directeur sportif : Manel Lacambra |                             |                             |

| Vision 1 VOR                     | Vision 1 VOR                   | Vision 1 VOR |
| -------------------------------- | ------------------------------ | ------------ |
| Num                              | Coureur                        | Pos          |
| 31                               | Nicole Cooke (GBR)             | 5e           |
| 32                               | Gabriella Day (GBR)            | AB-4         |
| 33                               | Christel Ferrier-Bruneau (FRA) | 21e          |
| 34                               | Debby van den Berg (NED)       | 62e          |
| 35                               | Vicki Whitelaw (AUS)           | 27e          |
| 36                               | Helen Wyman (GBR)              | NP-9         |
| Directeur sportif : Stefan Wyman |                                |              |

| Red Sun RSC                             | Red Sun RSC             | Red Sun RSC |
| --------------------------------------- | ----------------------- | ----------- |
| Num                                     | Coureur                 | Pos         |
| 37                                      | Emma Johansson (SWE)    | 17e         |
| 38                                      | Paulina Brzeźna (POL)   | 57e         |
| 39                                      | Petra Dijkman (NED)     | 36e         |
| 40                                      | Ludivine Henrion (BEL)  | 60e         |
| 41                                      | Mascha Pijnenborg (NED) | 28e         |
| 42                                      | Laure Werner (BEL)      | 72e         |
| Directeur sportif : Heidi Van de Vijver |                         |             |

| Bigla BCT                          | Bigla BCT                    | Bigla BCT |
| ---------------------------------- | ---------------------------- | --------- |
| Num                                | Coureur                      | Pos       |
| 43                                 | Noemi Cantele (ITA)          | 19e       |
| 44                                 | Veronica Andréasson (SWE)    | NP-8      |
| 45                                 | Bettina Kuhn (SUI)           | 74e       |
| 46                                 | Jennifer Hohl (SUI)          | 48e       |
| 47                                 | Monica Holler (SWE)          | 68e       |
| 48                                 | Modesta Vžesniauskaitė (LTU) | 20e       |
| Directeur sportif : Felice Puttini |                              |           |

| Sélection nationale allemande    | Sélection nationale allemande | Sélection nationale allemande |
| -------------------------------- | ----------------------------- | ----------------------------- |
| Num                              | Coureur                       | Pos                           |
| 49                               | Denise Zlickermandel (GER)    | AB-8                          |
| 50                               | Bubner (GER)                  | AB-7                          |
| 51                               | Virginia Hennig (GER)*        | 47e                           |
| 52                               | Lina-Kristin Schink (GER)     | 61e                           |
| 53                               | Jana Schemmer (GER)           | AB-7                          |
| 54                               | Elena Eggl (GER)              | AB-3                          |
| Directeur sportif : Thomas Liese |                               |                               |

| Lotto Belisol LLT                    | Lotto Belisol LLT           | Lotto Belisol LLT |
| ------------------------------------ | --------------------------- | ----------------- |
| Num                                  | Coureur                     | Pos               |
| 55                                   | Elise Depoorter (BEL)*      | 78e               |
| 56                                   | Elizabeth Armitstead (GBR)* | 14e               |
| 57                                   | Catherine Delfosse (BEL)    | 29e               |
| 58                                   | Kim Schoonbaert (BEL)       | AB-6              |
| 59                                   | Emma Silversides (GBR)      | AB-5              |
| 60                                   | Grace Verbeke (BEL)         | 15e               |
| Directeur sportif : Dany Schoonbaert |                             |                   |

| Gauss-RDZ-Ormu-Colnago GAU            | Gauss-RDZ-Ormu-Colnago GAU  | Gauss-RDZ-Ormu-Colnago GAU |
| ------------------------------------- | --------------------------- | -------------------------- |
| Num                                   | Coureur                     | Pos                        |
| 61                                    | Julia Martisova (RUS)       | 24e                        |
| 62                                    | Veronica Alessio (ITA)      | AB-9                       |
| 63                                    | Tatiana Antoshina (RUS)     | 13e                        |
| 64                                    | Tania Belvederesi (ITA)     | 49e                        |
| 65                                    | Martina Corazza (ITA)       | 32e                        |
| 66                                    | Valentina Bastianelli (ITA) | HD-9                       |
| Directeur sportif : Luisiana Pegoraro |                             |                            |

| Sélection nationale canadienne       | Sélection nationale canadienne | Sélection nationale canadienne |
| ------------------------------------ | ------------------------------ | ------------------------------ |
| Num                                  | Coureur                        | Pos                            |
| 67                                   | Moriah MacGregor (CAN)         | 77e                            |
| 68                                   | Julie Beveridge (CAN)          | AB-6                           |
| 69                                   | Carrie Cartmill (CAN)          | 66e                            |
| 70                                   | Heather Logan (CAN)            | NP-6                           |
| 71                                   | Sarah Stewart (CAN)            | 69e                            |
| 72                                   | Jenny Trew (CAN)               | HD-9                           |
| Directeur sportif : Vincent Jourdain |                                |                                |

| Selle Italie-Ghezzi MSI         | Selle Italie-Ghezzi MSI | Selle Italie-Ghezzi MSI |
| ------------------------------- | ----------------------- | ----------------------- |
| Num                             | Coureur                 | Pos                     |
| 73                              | Martine Bras (NED)      | 34e                     |
| 74                              | Kaytee Boyd (NZL)       | 37e                     |
| 75                              | Marina Romoli (ITA)*    | 59e                     |
| 76                              | Sigrid Corneo (SLO)     | 45e                     |
| 77                              | Silvia Valsecchi (ITA)  | 56e                     |
| 78                              | Oxana Kozonchuk (RUS)*  | 52e                     |
| Directeur sportif : Walter Zini |                         |                         |

| Fenixs FEN                         | Fenixs FEN                      | Fenixs FEN |
| ---------------------------------- | ------------------------------- | ---------- |
| Num                                | Coureur                         | Pos        |
| 85                                 | Natalia Boyarskaya (RUS)        | 76e        |
| 86                                 | Karin Aune (SWE)                | 22e        |
| 87                                 | Svetlana Boubnenkova (RUS)      | 12e        |
| 88                                 | Catherine Hare Willianson (GBR) | 53e        |
| 89                                 | Nadia Vlasova (RUS)             | HD-9       |
| 90                                 |                                 |            |
| Directeur sportif : Andrea Carlesi |                                 |            |

| Sélection nationale néerlandaise   | Sélection nationale néerlandaise | Sélection nationale néerlandaise |
| ---------------------------------- | -------------------------------- | -------------------------------- |
| Num                                | Coureur                          | Pos                              |
| 91                                 | Chantal Blaak (NED)*             | 30e                              |
| 92                                 | Lucinda Brand (NED)*             | 39e                              |
| 93                                 | Irene van den Broek (NED)        | 71e                              |
| 94                                 | Marlijn Binnendijk (NED)         | HD-9                             |
| 95                                 | Sanne van Paassen (NED)*         | 43e                              |
| 96                                 | Suzanne van Veen (NED)*          | 65e                              |
| Directeur sportif : Johan Lammerts |                                  |                                  |

| Vienne Futuroscope FUT               | Vienne Futuroscope FUT  | Vienne Futuroscope FUT |
| ------------------------------------ | ----------------------- | ---------------------- |
| Num                                  | Coureur                 | Pos                    |
| 97                                   | Pascale Jeuland (FRA)*  | 67e                    |
| 98                                   | Fiona Dutriaux (FRA)    | HD-9                   |
| 99                                   | Audrey Cordon (FRA)     | HD-9                   |
| 100                                  | Jennifer Fischer (FRA)  | NP-8                   |
| 101                                  | Nathalie Jeuland (FRA)  | HD-9                   |
| 102                                  | Emmanuelle Merlot (FRA) | 64e                    |
| Directeur sportif : Damien Pommereau |                         |                        |

| Sélection nationale britannique | Sélection nationale britannique | Sélection nationale britannique |
| ------------------------------- | ------------------------------- | ------------------------------- |
| Num                             | Coureur                         | Pos                             |
| 103                             | Nikki Harris (GBR)              | 35e                             |
| 104                             | Anna Blyth (GBR)                | AB-1                            |
| 105                             | Katie Colclough (GBR)*          | e                               |
| 106                             | Alexandra Greenfield (GBR)      | HD-9                            |
| 107                             | Lucy Martin (GBR)*              | 73e                             |
| 108                             |                                 |                                 |

| ESGL 93-GSD Gestion ESG            | ESGL 93-GSD Gestion ESG   | ESGL 93-GSD Gestion ESG |
| ---------------------------------- | ------------------------- | ----------------------- |
| Num                                | Coureur                   | Pos                     |
| 109                                | Jennifer Letué (FRA)      | AB-3                    |
| 110                                | Leda Cox (GBR)            | 70e                     |
| 111                                | Audrey Lemieux (CAN)      | HD-9                    |
| 112                                | Mélodie Lesueur (FRA)     | AB-6                    |
| 113                                | Joëlle Numainville (CAN)* | 42e                     |
| 114                                | Béatrice Thomas (FRA)     | 55e                     |
| Directeur sportif : Gérard Valette |                           |                         |